# Nowy kościół i klasztor minorytów w Lewoczy
Nowy kościół i klasztor minorytów w Lewoczy – zabytkowy zespół klasztorny w Lewoczy na Słowacji.
Znajduje się w północno-wschodniej części miasta, przy ul. Koszyckiej. Przylega do Bramy Koszyckiej.
Pierwotnie w tym miejscu, tuż przy Bramie Koszyckiej, znajdował się najstarszy lewocki kościół, tzw. szpitalny, z XI w., który spłonął w 1747 r. i wkrótce został doszczętnie rozebrany. W latach 1748–1755 w jego miejsce, na planie litery "U", wzniesiono obecny zespół klasztorny. Kościół, pod wezwaniem św. Ducha, jest jedną z niewielu tak dobrze zachowanych barokowych świątyń na Spiszu. Ma funkcjonalną fasadę podzieloną pilastrami i zwieńczoną tympanonem. Na frontowej ścianie malowidło przedstawiające symbole Wiary, Nadziei i Miłości. Jednonawowy, z pojedynczą wieżą dobudowaną od strony zachodniej, w tylnej części nawy posiada emporę z organami. Barokowe wyposażenie jest dopełnione bogatymi malowidłami naściennymi z II poł. XVIII w. autorstwa O. I. Trtina. W ołtarzu głównym obraz autorstwa Jozefa Czauczika, w innym – pędzla T. Böhma z 1868 r.

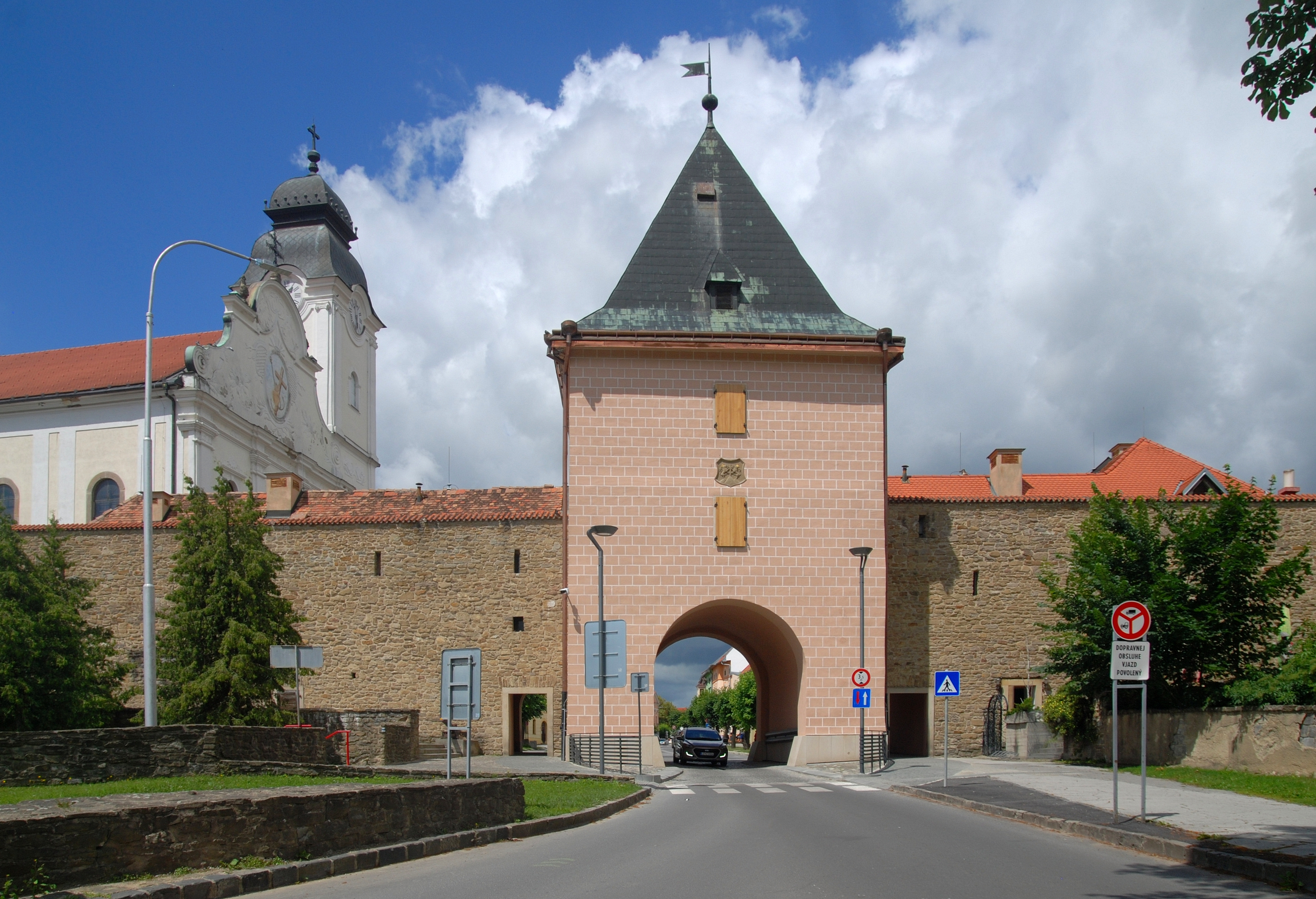
Widok na kościół od strony bramy koszyckiej
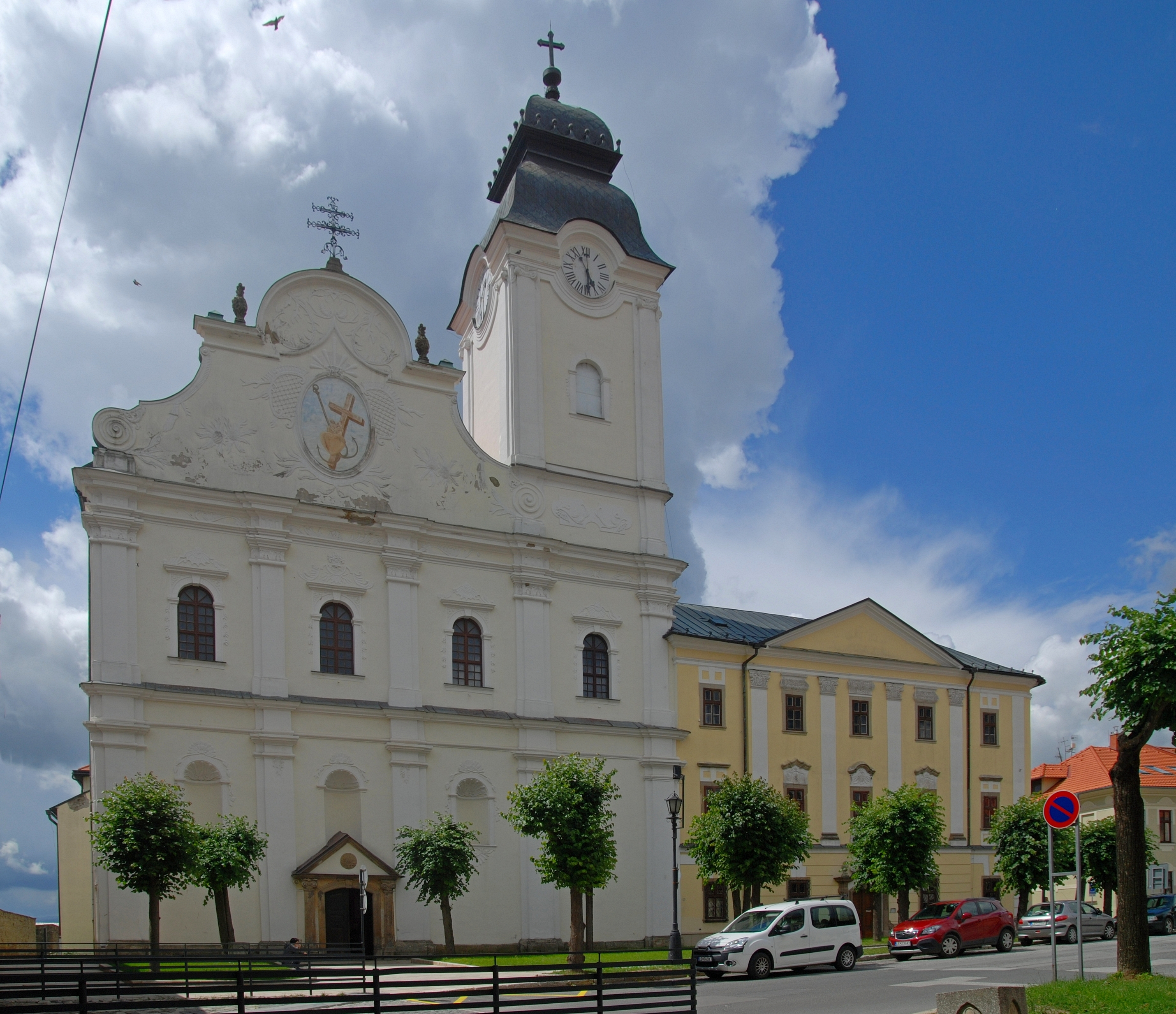
Elewacja frontowa
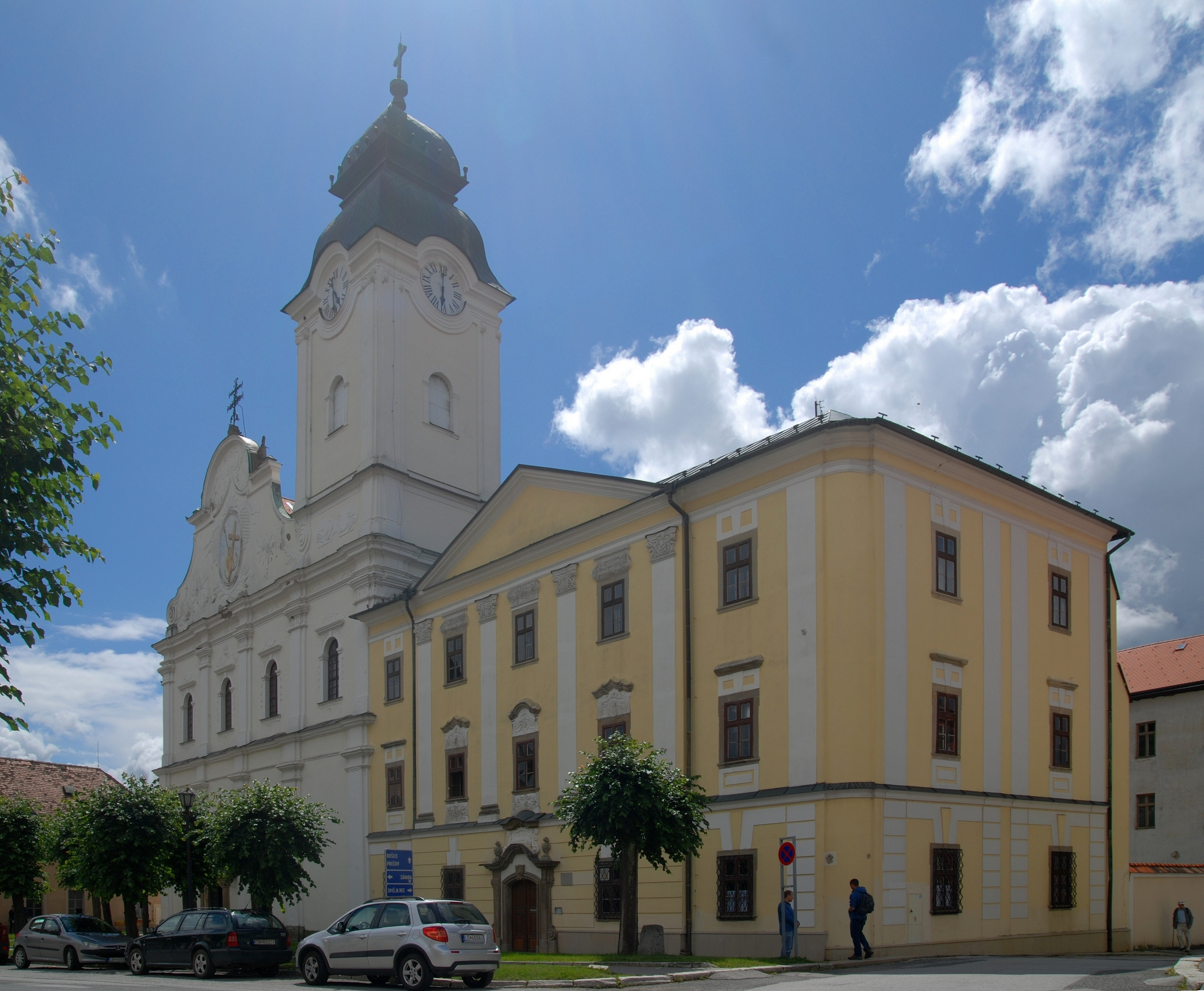
Widok od strony północnej